# Alpedrinhatunnel
De Alpedrinhatunnel is een tunnel voor het wegverkeer op de Portugese autosnelweg A23 nabij Fundão, in het noorden van het Portugese district Castelo Branco. De tunnel is 280 m lang en ligt net ten zuiden van de Gardunhatunnel.